# Rändajad
«Rändajad» (в переводе с эст. — «Странники») — песня, с которой эстонская группа Urban Symphony выступила на конкурсе Евровидение-2009. Автор музыки и слов — Свен Лыхмус.

## История
Во втором полуфинале Евровидения-2009 песня получила 115 баллов и заняла третье место, обеспечив Эстонии место в финале конкурса.
В финале Евровидения-2009 песня заняла 6-е место, набрав 129 баллов, что стало лучшим достижением Эстонии в этом конкурсе с 2002 года.

## Описание песни
Было выпущено несколько версий песни. Сингл на CD включал в себя:
1. Rändajad (Radio Version) — 2:59
2. Rändajad (Lazy Drumbeat Mix) — 4:04

Кроме того, ещё один релиз вышел в формате для скачивания из Интернета:
1. Rändajad (Eurovision version) — 3:03
2. Rändajad (Club Mix) — 3:56
3. Rändajad (Club Mix Extended) — 5:10
4. Rändajad (Acoustic version) — 2:40

## Текст песни
Текст немного различается в зависимости от трактовки, отчего и различен перевод.

## Позиция в чартах
| Чарт (2009)                   | Наилучшая Позиция |
| ----------------------------- | ----------------- |
| Belgian Singles Chart         | 68                |
| Estonian Singles Chart        | 3                 |
| Finnish Singles Chart         | 10                |
| Greek Billboard Singles Chart | 8                 |
| Swedish Singles Chart         | 14                |
| Swiss Singles Chart           | 86                |
| UK Singles Chart              | 117               |